# Pomacea glauca

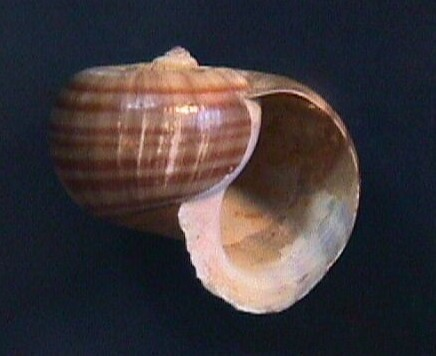
Pomacea (Effusa) glauca orinocensis.

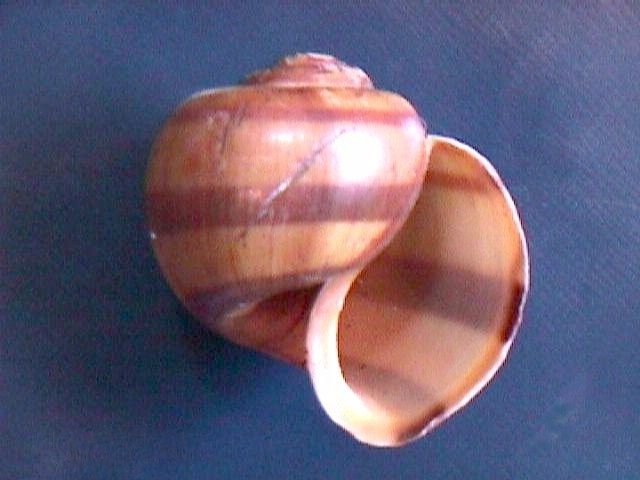
Pomacea (Effusa) glauca gevesensis.

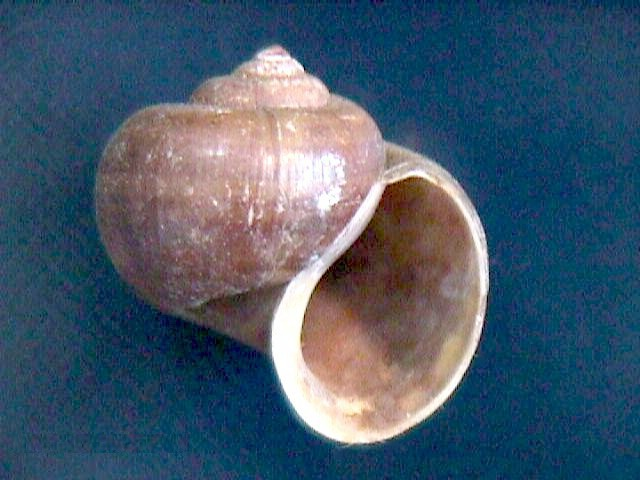
Pomacea (Effusa) glauca crocostoma.

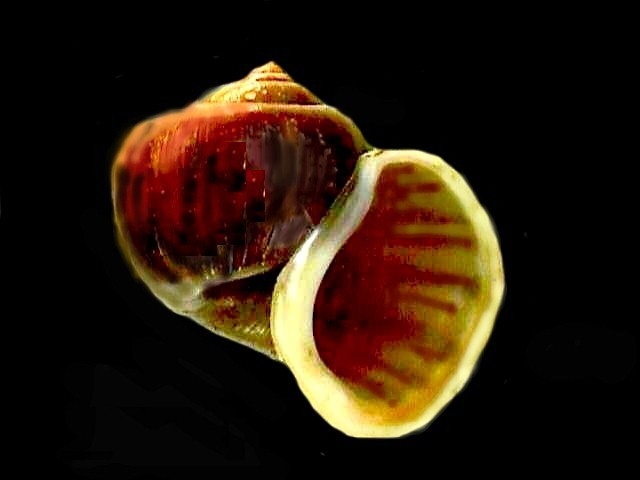
Pomacea (Effusa) glauca luteostoma.

Pomacea glauca (Linnaeus, 1756) es un molusco gastrópodo dulceacuícola anfibio del género Pomacea de la familia Ampullariidae (=Pilidae), en Venezuela, Colombia y Norte de Brasil se le conoce con el nombre vernáculo de “cuiba”, En Bolivia y Ecuador como "caracol dorado". Este caracol es una fuente de alimentación primordial de muchas aves, peces y reptiles, así como de muchas poblaciones autóctonas de América del Sur. Es una especie que presenta una alta diversidad morfológica así como varias subespecies con las cuales es común que se hibride. Como todos los miembros de la familia Ampullariidae posee ampulla y desarrollo de respiración branquial y pulmonar. Se han realizado estudios para su uso como control biológico de caracoles de la familia Planorbidae en especial los del género Biomphalaria spp. Es un caracol que se le suele ver como mascota de acuario.

## Morfología general
Pomacea (Effusa) glauca: concha globosa, con vueltas convexas, espiral rebajado escaleriforme y sutura canaliculada profunda. El ápice o espira es agudo frecuentemente erodado y la columela vertical continua, fuerte y de color rosado algo inclinada. El ombligo abierto, amplio y profundo, con un ancho aproximadamente igual 1/5 del ancho máximo del caracol, mientras que la abertura de la concha es grande, elíptica y subvertical, con el interior de tono amarillento. El peristoma es continuo, algunas veces ligeramente reflejado. La superficie de la concha es de color oliva claro, con 5 a 7 franjas espirales de distinta anchura. El cuerpo del caracol es de color cremoso presentando tonos negruzcos
Pomacea (Effusa) glauca gevesensis : esta subespecie es poco común, pero fácilmente reconocible por presentar en la columela una coloración rojiza anaranjada, así como el interior de la concha blanco y sin bandas. El ombligo es ancho y profundo. El labio externo puede presentar una coloración castaño algo borrosa. La concha presenta varias bandas de colores claras y oscuras, la banda del centro es generalmente color castaño más ancha que las otras. 
Pomacea (Effusa) glauca luteostoma: concha con la parte interna de la abertura de color amarillo. Esta última característica es la más distintiva, dando así lugar al término luteostoma = abertura amarilla. La coloración del periostraco puede variar de castaño oscuro hasta marrón.
Pomacea (Effusa) glauca orinocensis: la característica más destacable de esta subespecie es la coloración de la columela y el labio, los cuales son de color naranja. Además la espira es muy baja y el ombligo es ancho y profundo.
Pomacea (Effusa) glauca crocostoma: concha pequeña y fuerte, presentando una espira baja por lo general erodada y un ombligo amplio y profundo, abertura de la concha es ovalada y el labio algo reflejado y de color blanco; el color del periostraco es marrón claro y presenta banda espirales difíciles de observar.

## Biología y Ecología
Es una especie extremadamente variada en coloración y patrón de las bandas dispuestas en la vuelta del cuerpo de la concha, de igual forma ocurre con las subespecies. Esta especie presenta sexos separados y la copula ocurre en el agua, sus posturas de color verde brillante suelen localizarse dispuestas sobre los tallos de plantas acuáticas y las mismas ocurren durante la estación lluviosa, así como la eclosión. Son bastante comunes en préstamos (trincheras) así como en corrientes pequeñas pero nunca en afluentes principales de grandes ríos. Es común en esteros, arrozales y áreas pantanosas, en donde cohabita con la Pomacea dolioides y Pomacea urceus y sus variaciones. Es común encontrar en la literatura indicaciones sobre el alto grado de hibridación de esta especie con sus variedades, lo que produce un gran grado de confusión al momento de realizar identificaciones a nivel de especies.

## Distribución
La distribución de Pomacea glauca señalada en la literatura especializada indica que este caracol se distribuye por Sur América en los siguientes países: Venezuela, Guyana, Surinam, Guayana Francesa, Brasil, Ecuador y Bolivia; así como se conocen reportes para las islas de mar Caribe de Trinidad y Tobago, Guadalupe, Martinica y Granada.